# 砷化钐
砷化钐是一种钐和砷组成的二元无机化合物，化学式为SmAs。

## 合成
砷化钐可通过将纯物质在真空中加热合成：
Sm + As  →  SmAs

## 物理性质
砷化钐形成立方晶系晶体，空间群为Fm3m，晶胞参数a = 0.5921 nm，Z = 4，NaCl 结构。
该化合物在2257 °C时同熔。

## 用途
砷化钐可应用于半导体和光电领域。